# St Briavels
St Briavels – wieś w Anglii, w hrabstwie Gloucestershire, w dystrykcie Forest of Dean. Leży 31 km na południowy zachód od miasta Gloucester i 176 km na zachód od Londynu.